# Dialetto maiorchino
Il dialetto maiorchino (in spagnolo mallorquín, in catalano mallorquí) è una sottovariante del balearico parlato nell'isola spagnola di Maiorca. Lo stesso termine è utilizzato anche come etnonimo dei suoi abitanti.

## Storia
La lingua catalana venne portata dagli abitanti provenienti dal Rossiglione e dall'Empordà ai tempi della conquista di Maiorca da parte del re Giacomo I d'Aragona, per cui si conservano caratteristiche dialettali imparentate con varianti di dette zone. I conquistatori provenivano da luoghi diversi e in proporzioni diverse. Così (e secondo il Llibre del Repartiment) le terre conquistate furono ripartite tra le popolazioni provenienti dalla Catalogna (39,71 %), dall'Occitania (24,26 %), Italia (16,19 %), Aragona (7,35 %), Navarra (5,88 %), Francia (4,42 %), Castiglia (1,47 %) e Fiandre (0,73 %). A causa dello sterminio o dell'espulsione della maggioranza della popolazione autoctona, nell'isola non rimase sufficiente manodopera atta a coltivare i terreni agricoli. Nel 1230 venne fatta la stesura della carta di franchigia (Franquezas de Mallorca), comprensiva di privilegi che attirarono molti coloni agricoltori. La nuova popolazione di Maiorca proveniva essenzialmente dalla Catalogna, più specificamente dal nord-est e dal suo entroterra, dall'Ampurdán. A causa di ciò, la lingua propria di Maiorca è un dialetto orientale del catalano, denominato maiorchino. Tuttavia, il fatto che l'arcipelago balearico, per la sua posizione strategica nel Mediterraneo, si convertisse in centro commerciale e in ponte per l'espansione catalana/aragonese, consentì un apporto lessicale da altre lingue, come il francese, l'italiano, il provenzale e il greco. D'altra parte, il dominio britannico su Minorca nel XVIII secolo ha introdotto alcune parole di origine inglese come: “xoc” (da “chalk”: “gesso”), “escrú” (“screw”: “vite”), ecc.

## Caratteristiche
Oltre ad altri tratti distintivi, il maiorchino si caratterizza, per la pronuncia della vocale neutra di alcune e toniche, per la perdita della o della prima persona singolare del presente indicativo (jo pens, jo deman) e per l'eliminazione della a nelle parole sdrucciole terminanti in ia (histori, presenci). Anche per la riduzione delle combinazioni gua e qua in go e co, soprattutto se in sillaba atona: aigo, llengo, gordar, coranta, corema... la soppressione della a nei verbi: gafar, conseguir... e l'apostrofo del relativo e la congiunzione all'inizio della parola successiva iniziante per vocale. Il suo aspetto più caratteristico è l'uso degli articoli (cosiddetti "salados") es, sa, ets (davanti a vocale o h), ses, s, so e sos (gli ultimi due dopo la preposizione ab). Si caratterizza inoltre per le differenze nei verbi, come nel gerundio (moguent, venguent... che terminano in guent), e per l'aggiunta del complemento diretto alla fine dei verbi (dove viene soppressa la r finale del verbo) che si lega alla consonante del complemento diretto accentandola (és fácil ajudar a na Maria → és fácil ajudal·là). In più, il maiorchino ha un'enorme quantità di parole proprie derivate da molte influenze linguistiche che sono transitate per le Baleari e dall'antico sostrato latino che si è conservato meglio in questa zona di Spagna a causa della sua insularità: Al·lot, cotxo, sebre, gonelles, trunyella, missè, manascal, ecc. Nei nomi e nei monosillabi del balearico, la "erre" finale romanica va sempre più scomparendo.